# 愛知芸術文化センター
愛知芸術文化センター（あいちげいじゅつぶんかセンター、Aichi Arts Center）は、愛知県名古屋市東区東桜一丁目にある文化施設である。
愛知県名古屋市東区東桜の愛知県芸術劇場、愛知県美術館、愛知県文化情報センターの3施設からなり、その他に名古屋市中区三の丸一丁目の愛知県図書館も愛知芸術文化センターの管理下にある。

## 歴史・特色
1992年（平成4年）10月30日に開館。設計はエイアンドティ建築研究所。施行は「大成・大林・鹿島・清水・鴻池・戸田・矢作・小原・大井建設共同企業体」が行った。建設に630億円の巨費が投じられた。
なお愛知県図書館は前年の1991年（平成3年）に開館している。
名古屋都心にある文化施設で、名古屋市営地下鉄 栄駅・名鉄 栄町駅やオアシス21のバスターミナルと直結している。愛知県芸術劇場のホールでは各種コンサートなどさまざまなイベントが行われている。 
愛知県文化情報センターは映像・舞踏・音楽の学芸員を擁する組織であり、この地域に対して現代芸術の紹介・普及を行っている。美術洋書の「タリカコレクション」（22,398冊）を中核とする愛知芸術文化センターアートライブラリーは、芸術関係の公開図書館としては全国有数の蔵書を誇り、地域の文化・研究活動に大きく寄与している。

## 施設一覧
愛知県美術館
- ギャラリー（8F）
- 所蔵品・企画展示室（10F）・屋外展示スペース（12F）

愛知県芸術劇場
- 大ホール（2F）
- コンサートホール（4F）
- 小ホール（B1F）
- 大・中リハーサル室（B2F）

愛知県文化情報センター
- アートスペース（B2F・12F）
- アートプラザ（B2F）
- 愛知芸術文化センターアートライブラリー（1F）

飲食店
- レストラン（10F）
- 喫茶（B2F・9F）

売店
- プレイガイド（B2F）

駐車場
- アートパーク東海（B3F～B5F）

## ギャラリー

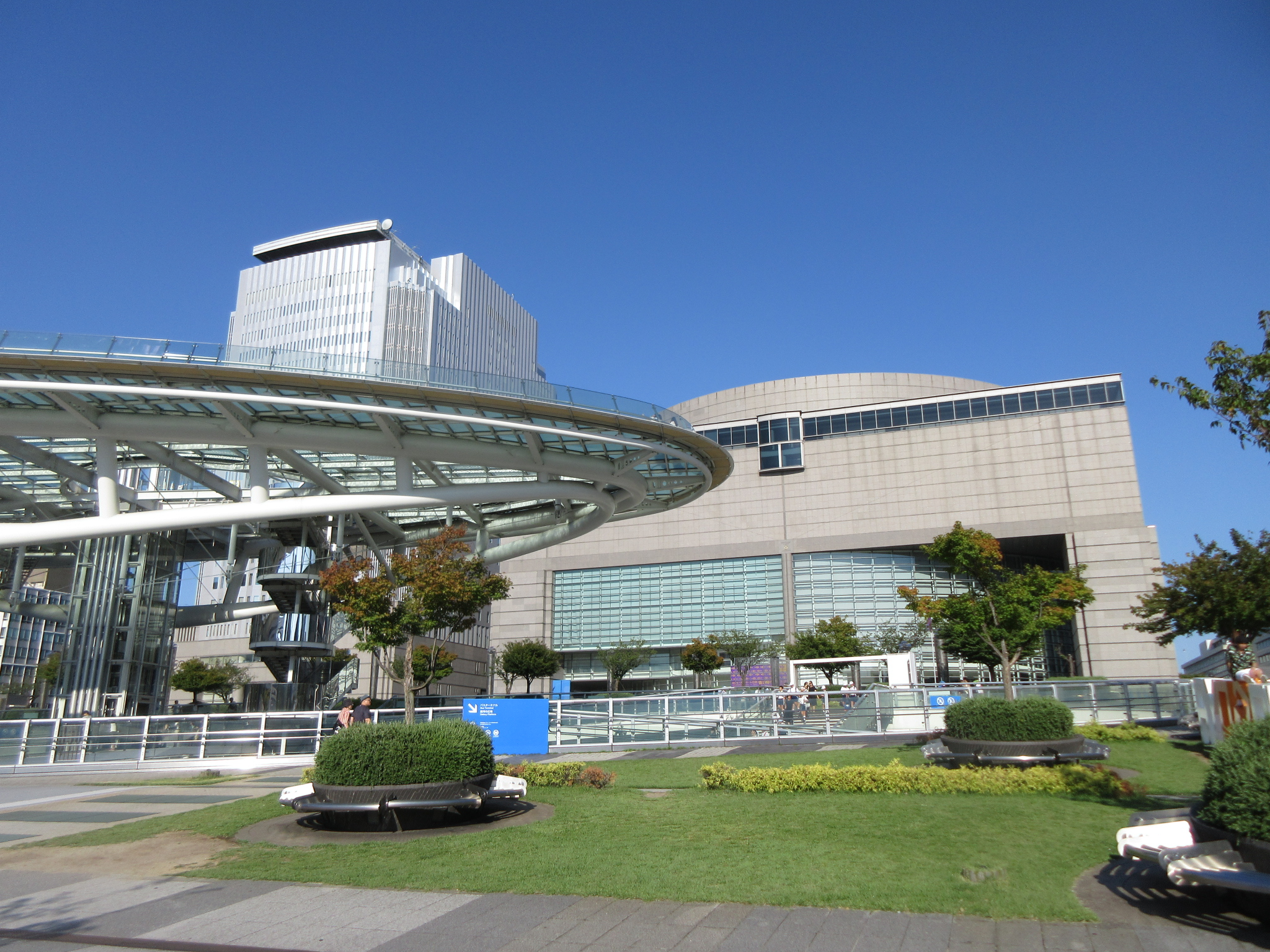
西側正面のオアシス21
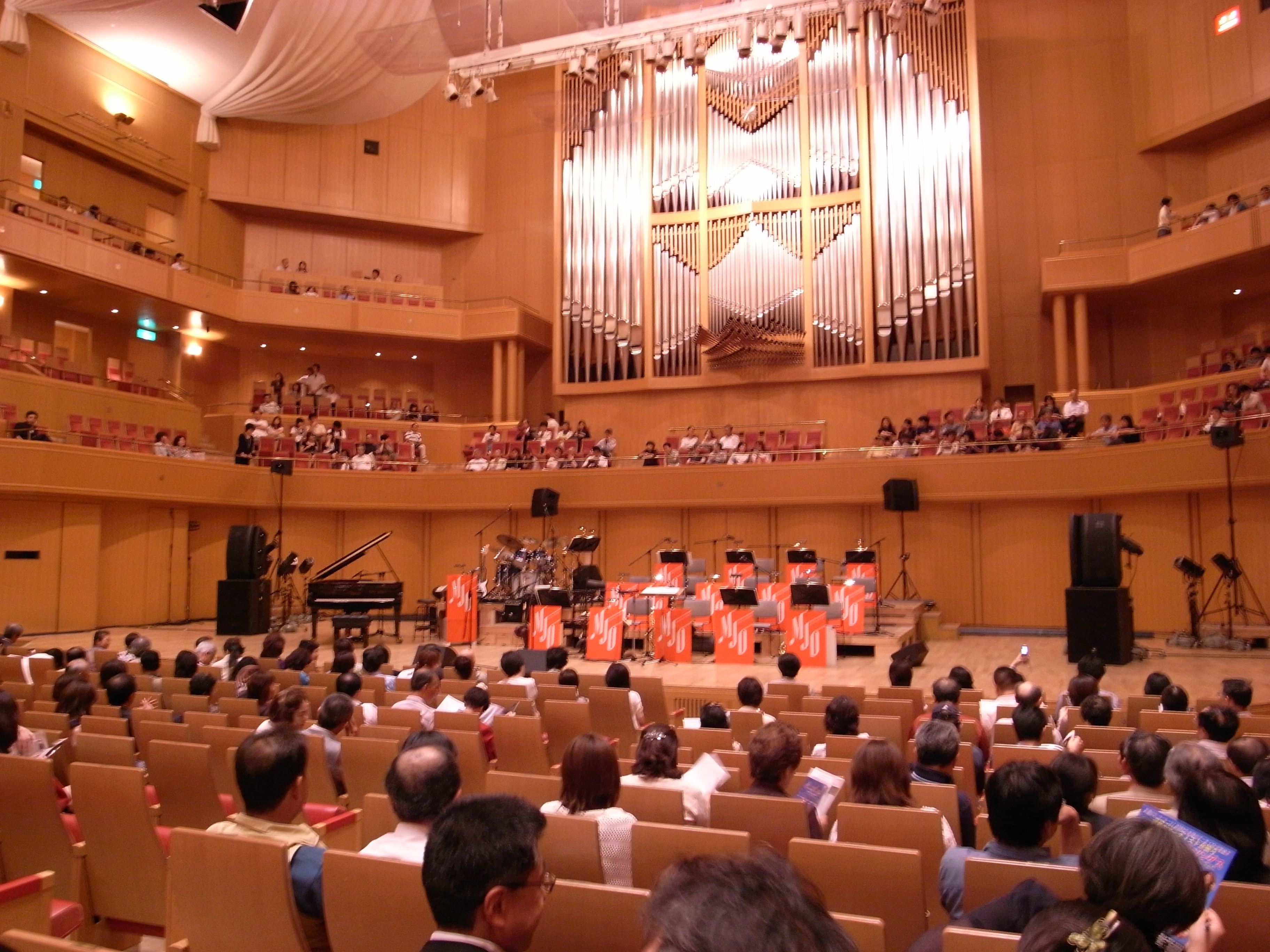
愛知県芸術劇場
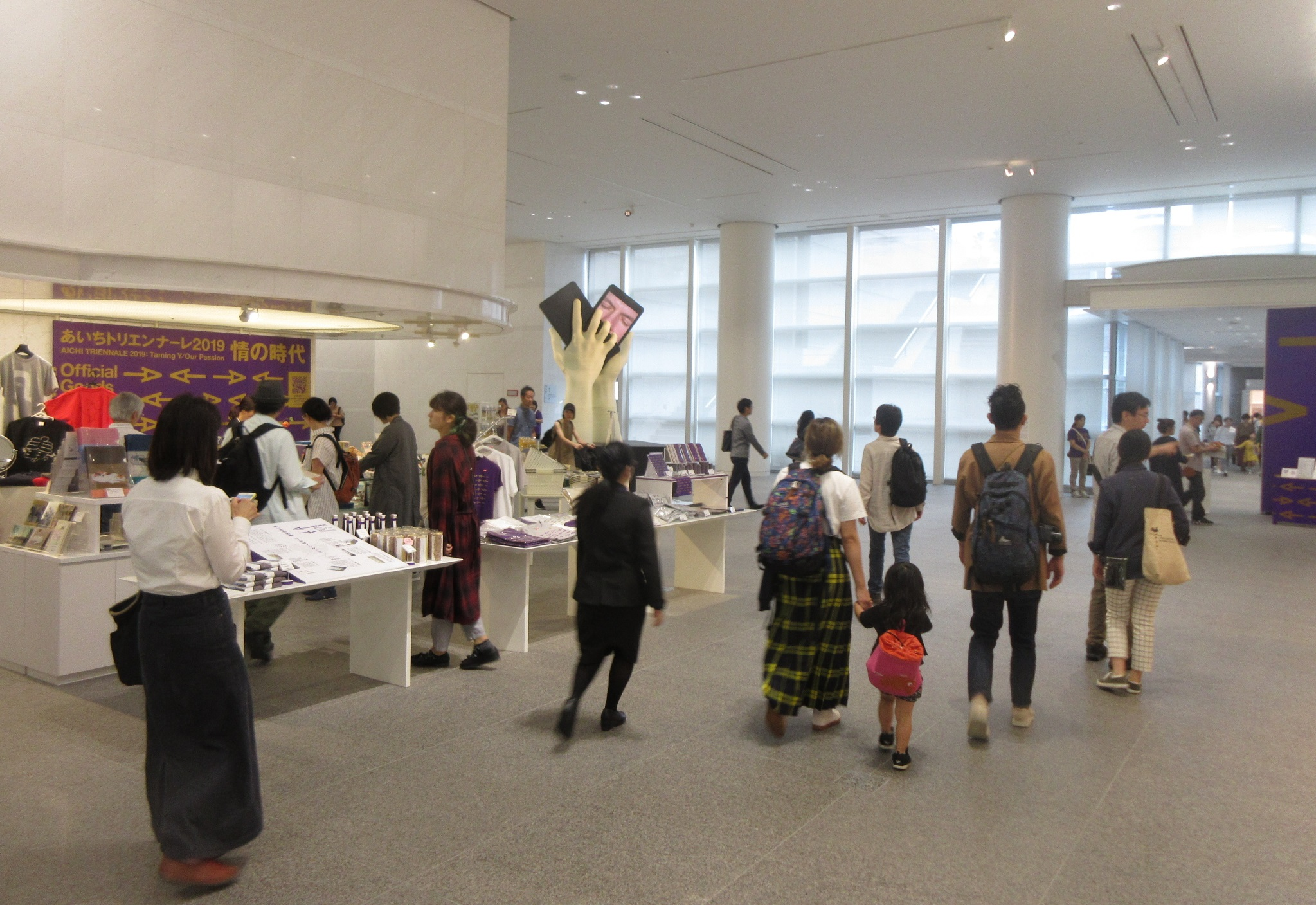
愛知県美術館
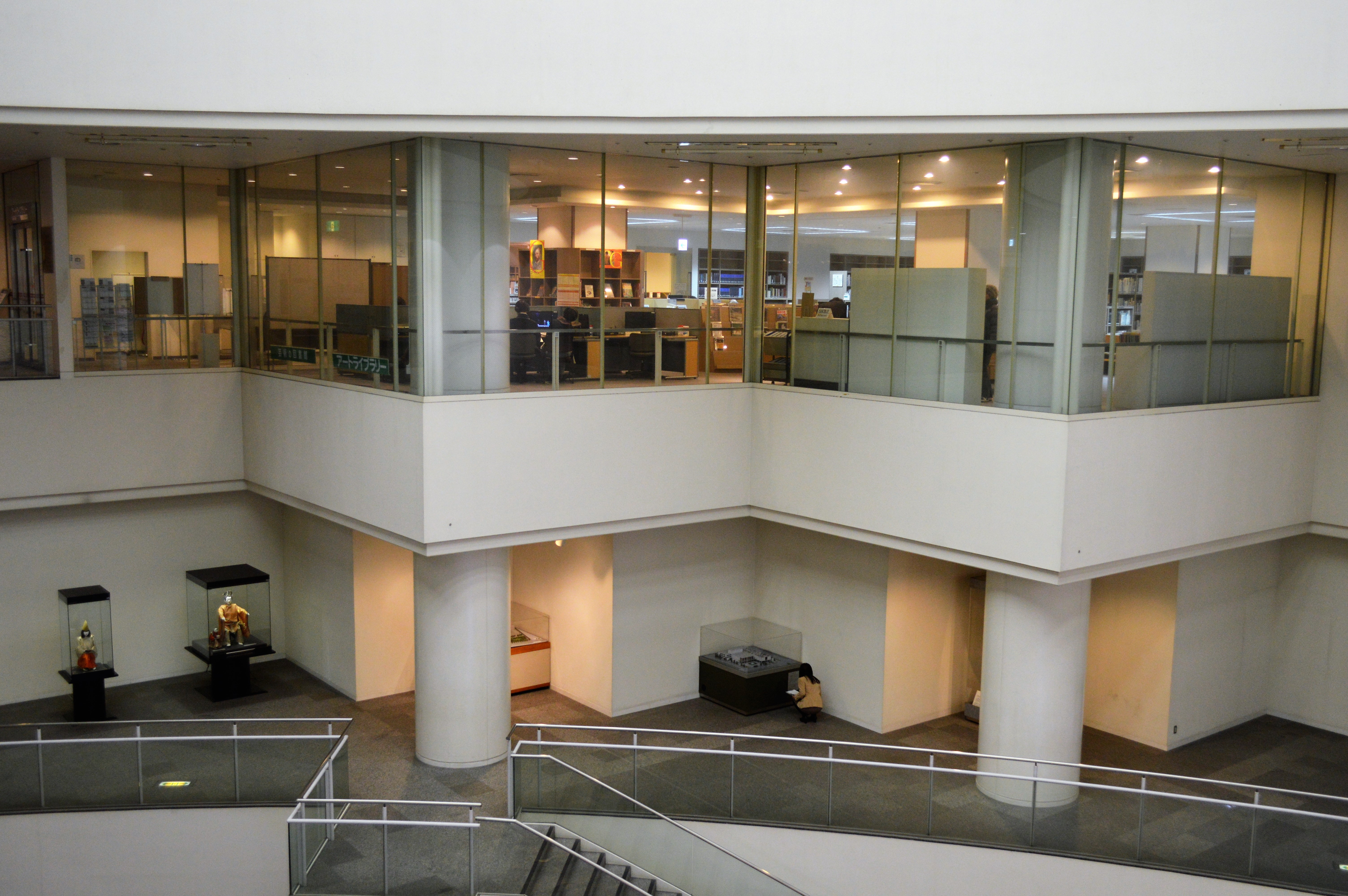
アートライブラリー
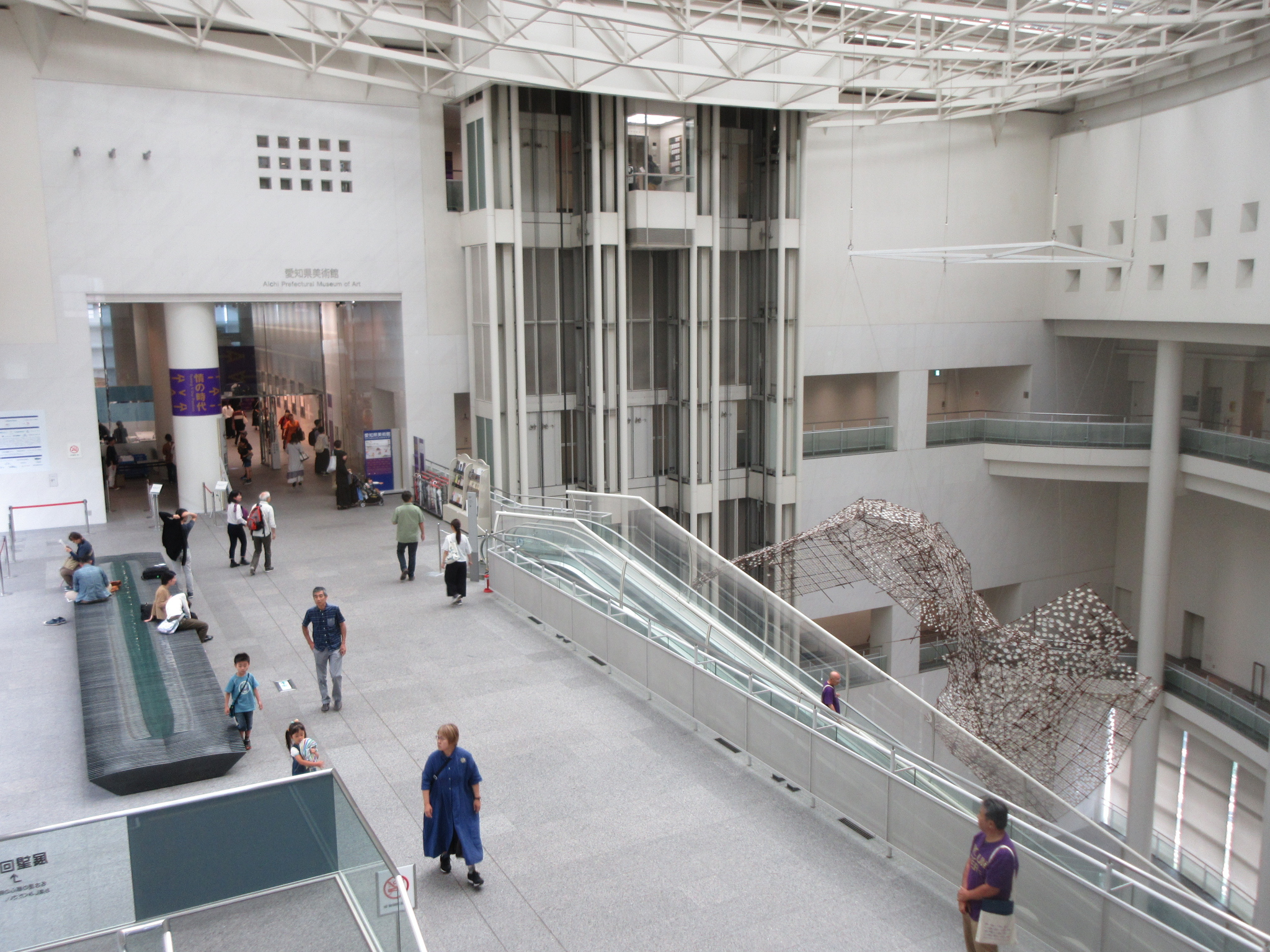
エレベーターとエスカレーター
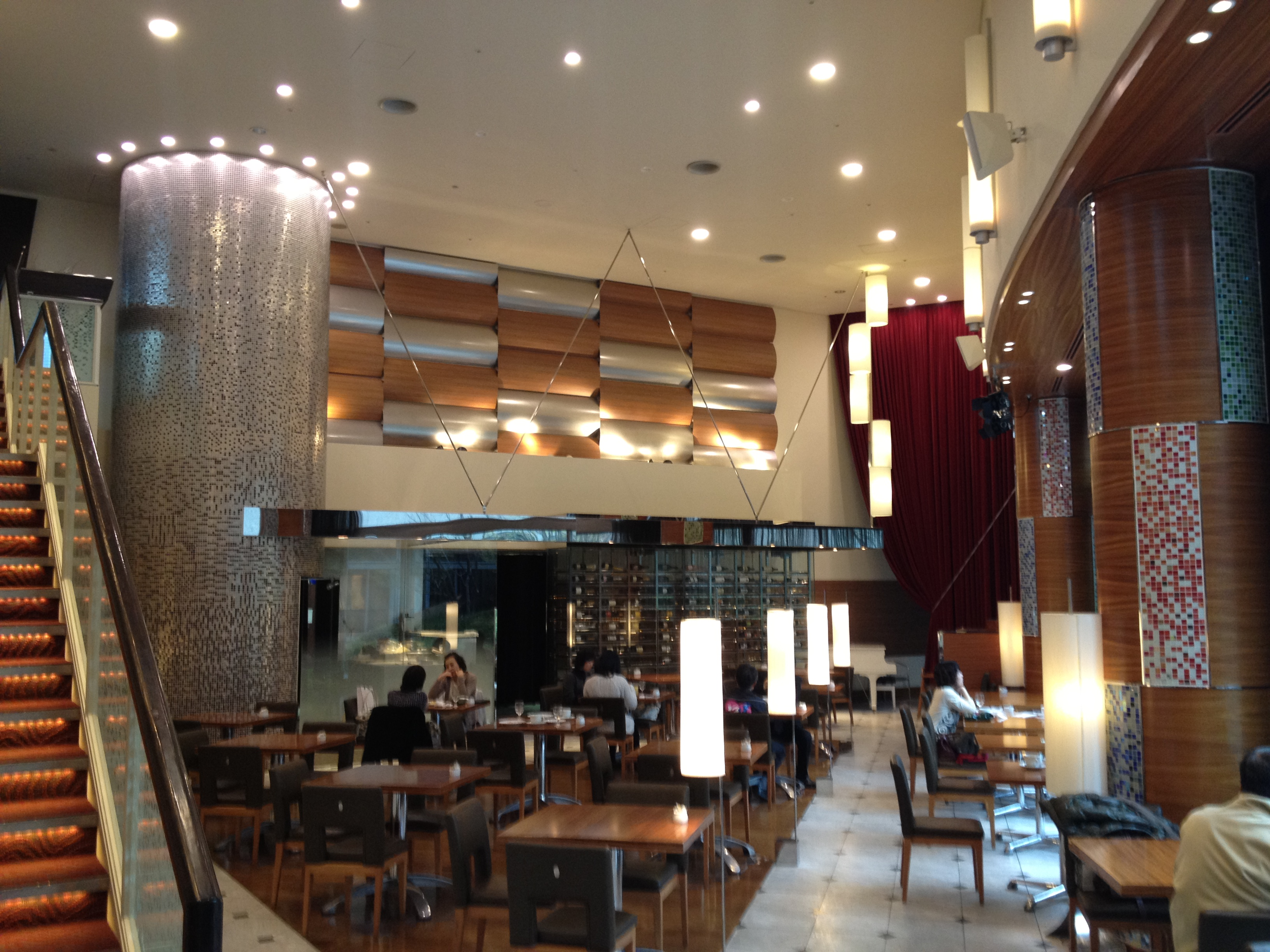
ウルフギャングパック レストラン&カフェ（10・11階）

## 所在地
- 〒461-8525 名古屋市東区東桜一丁目13番2号

## アクセス
- 名古屋市営地下鉄東山線・名城線 栄駅より徒歩で約3分。
- 名鉄瀬戸線 栄町駅より徒歩で約2分。
- オアシス21（バスターミナル）と直結している。

### 関連
- Wolfgang Puck Cafe 愛知芸術文化センター店 10F （日本語）
- AAC（広報誌） （日本語）
- 愛知県図書館 （日本語）
- ナディッフ 愛知 〈愛知芸術文化センター アートショップ〉 令和5年3月31日営業終了 （日本語）
- NADiff aichi (@NADiff_aichi) - X（旧Twitter） （日本語）